# Tutaryds kyrka
Tutaryds kyrka är en kyrkobyggnad i Växjö stift som tillhör Tutaryds församling i Ryssby pastorat.

## Kyrkobyggnaden
Nuvarande träkyrka präglas i hög grad av barock  och består av långhus med ett lägre och smalare korparti i öster. Vid norra sidan i anslutning till koret ligger sakristian. Vid västra sidan ligger vapenhuset med kyrkans huvudingång. Kyrkan som är den tredje på platsen uppfördes i slutet av 1600-talet och invigdes 1694. Första kyrkobyggnaden kan ha varit en stavkyrka som uppfördes så tidigt som på 1000-talet. Bjälkarna i korgolvet härstammar från en av de tidigare kyrkorna. I gamla Växjö stift var kyrkan en av sex eller sju allmänt erkända offerkyrkor. Omkring 1860 flyttades vapenhuset från södra långhusväggen till västra gaveln. Kyrkklockorna har sin plats i en fristående klockstapel. Interiören är av salkyrkokaraktär  med platt trätak såväl i kyrkorummet som i koret. Väggarna är klädda med vitmålad ekpanel.

## Inventarier
- Predikstolen är tillverkad 1697 av bildhuggaren Johan Mentzgefwer, som sannolikt också har tillverkat dopfunten.
- Altaruppsatsen tillkom omkring 1700 och är sannolikt ett verk av bildhuggaren Torbern Röding. Troligen har han gjort den ängel som är placerad vid norra väggen.
- 1966 försågs altaruppsatsen med två nya skulpturer tillverkade av Erik Nilsson, Harplinge.

- Orgelläktaren är prydd med   apostlabilder målade av  Hans Brachwagen.

## Orgel
- 1754 byggdes en orgel med 9 stämmor av Sven Axtelius.[1]

| Manual       |
| Gedackt 8'   |
| Principal 4' |
| Bärflöjt 4'  |
| Trumpet 8'   |

- 1862 ersattes Axtelius orgel av ett verk omfattande 9 stämmor av Johan Magnus Blomqvist. Samtidigt byggdes den nuvarande orgelfasaden.
- 1944 byggde Johan Grönvall, Lilla Edet ett pneumatiskt orgelverk. Orgeln har en fast kombination.

| Manual I           | Manual II     | Pedal      | Koppel   |
| Principal 8´       | Gedackt 8´    | Subbas 16´ | I/P      |
| Oktava 4´          | Salicional 8´ |            | II/P     |
| Rauschkvint 2 2/3' | Kvintadena 4´ |            | II/I     |
|                    |               |            | II 16'/I |
|                    |               |            | II 4'/I  |

- 1989 tillverkad av Västbo Orgelbyggeri den nuvarande orgeln.